# Michael Powell (cabildero)
Michael Kevin Powell (Birmingham; 23 de marzo de 1963) es un abogado y cabildero estadounidense que se desempeñó como el 24º presidente de la Comisión Federal de Comunicaciones (2001-2005). Desde que dejó el cargo, Powell ha trabajado como presidente de la Asociación Nacional de Cable y Telecomunicaciones (NCTA), una asociación comercial de la industria del internet.
Powell fue designado como presidente de la FCC por Bill Clinton el 3 de noviembre de 1997, y elegido por George W. Bush como presidente de la comisión el 22 de enero de 2001. Powell es hijo del ex secretario de Estado Colin Powell (durante la administración Bush Jr.) y su esposa Alma Powell.

## Primeros años y educación
Michael Kevin Powell nació en Birmingham, Alabama, el 23 de marzo de 1963, el primer hijo de Colin y Alma (de soltera Johnson) Powell. : 94 A causa de la carrera militar de su padre, Michael se vio forzado a  crecer en diferentes lugares de los Estados Unidos, incluidos Dale City, Virginia; Fuerte Campbell, Kentucky; y Burke, Virginia, donde se graduó de Lake Braddock High School en Burke en 1981. : 216, 266 Se graduó de la Universidad de William & Mary, donde fue iniciado en Theta Delta Chi, con una beca ROTC. Powell luego recibió un Doctorado en Jurisprudencia del Centro de Derecho de la Universidad de Georgetown.

## Carrera
Powell se desempeñó como oficial de blindados en el Ejército de los Estados Unidos. La mayor parte de su servicio activo permaneció con el 3.er Escuadrón, 2.º Regimiento de Caballería Blindada en Amberg, Alemania, sirviendo como líder de pelotón de caballería y oficial ejecutivo de tropa. En 1987, Powell resultó gravemente herido durante una misión de entrenamiento. Él y su unidad viajaban en un convoy por la autopista. Powell viajaba en un jeep en ese momento. Debido a las fuertes lluvias, el jeep se estrelló y Powell fue expulsado del vehículo. Después de golpear el pavimento, el jeep rebotó y se estrelló contra la cintura de Powell.
Después de su rehabilitación, ocupó el cargo de asesor experto del Secretario de Defensa y fue secretario del Tribunal de Apelaciones de los Estados Unidos para el Circuito de DC. Luego se desempeñó durante año y medio como abogado privado en la oficina de O'Melveny &amp; Myers en Washington D. C. Desde 1996, Powell formó parte de la Administración Clinton como jefe de personal de la División Antimonopolio del Departamento de Justicia .

## Comisión Federal de Comunicaciones
Como presidente de la FCC, Powell lideró el frente para abrir mercados en VoIP, Wi-Fi y banda ancha sobre línea eléctrica (BPL). Su enfoque aseguraba que estas nuevas tecnologías de comunicación permitirían a pequeñas empresas enfrentarse a las corporaciones establecidas, y que las regulaciones frecuentemente se interponían en el camino del progreso. La política de desregulación de Powell coincidió con un período de importante consolidación del mercado de las comunicaciones. Abogó por una modificación a las reglas de propiedad de los medios para replicarlas en las nuevas tecnologías de comunicación, como Internet, una medida que los críticos ridiculizaron por considerar que aumentaba el crecimiento desenfrenado de los medios.
Durante su cargo como presidente, dio una plática en la Universidad de California en San Diego el 26 de enero de 2004.  En la charla, Powell habló sobre el proceso de creación de políticas en Washington y sobre cómo la banda ultraancha podría afectar las telecomunicaciones . Por su paso en la Comisión, Powell también fungió como comisionado de defensa de la FCC y supervisó todas las actividades del Plan de Emergencia de Seguridad Nacional para la FCC.
Powell se opuso a aplicar las regulaciones de la era telefónica a las nuevas tecnologías de Internet, una medida que, según los críticos, negaría el acceso abierto a los servicios de comunicación. Construyó una política de neutralidad de la red y, en marzo de 2005, multó a Madison River Communications por bloquear las llamadas de voz por internet sobre aplicaciones IP, la primera acción gubernamental de este tipo.  Powell trabajó para que los consumidores pudieran conservar sus números de teléfono cuando cambiaran de proveedor de servicios inalámbricos y defendió el National Do Not Call Registry.
En una confrontación notable sobre las reglas de competencia telefónica local de la FCC, Powell fue superado por el republicano Kevin Martin, quien formó una mayoría con los dos comisionados demócratas de la FCC. Más tarde, Powell fue reivindicado por una decisión del Tribunal de Circuito de DC el 2 de marzo de 2004, que anuló la orden de Martin. Tres meses después, la Corte Suprema de los EE. UU. dejó en pie la decisión del circuito de DC. Cuando Powell renunció, Kevin Martin, quien sirvió en la campaña presidencial de Bush en Florida, fue nombrado nuevo presidente de la FCC. Posteriormente, Martin eliminó a la FCC de muchos miembros del personal de Powell.
Algunas de las iniciativas de Powell fueron impugnadas en un tribunal federal. En particular, la decisión del servicio de cablemódem BrandX de la FCC, la cual declaraba que el cablemódem debe estar libre de las regulaciones del servicio telefónico, fue anulada en el caso del Noveno Circuito, pero fue restablecida por la Corte Suprema . El procedimiento de la bandera de transmisión de la FCC fue anulado por el Tribunal de Circuito de DC como un ejercicio inapropiado de la jurisdicción de la FCC. Las reglas de propiedad de medios de la FCC también fueron bloqueadas por un tribunal federal y el límite de propiedad de televisión lo fijó directamente el Congreso de EE. UU.

### Controversia del Super Bowl XXXVIII
Un momento decisivo de su gestión como presidente de la FCC fue la controversia del espectáculo de medio tiempo del Super Bowl XXXVIII, en el que se expuso el busto de Janet Jackson en una transmisión de TV en vivo. Este episodio aumentó la atención pública sobre la aplicación de reglas de indecencia de la FCC, que ya se habían intensificado después que Bono lanzara un improperio en televisión en vivo. El mismo Powell dijo más tarde que la polémica fue exagerada, aunque reconoció que causaría preocupación cuando vio la escena en una fiesta del Super Bowl.
En una entrevista con ESPN The Magazine, dijo: "Creo que nos distanciamos de esto lo suficiente como para decirles que tuve que asumir mi mejor versión de indignación que pude. Parte de eso fue surrealista, ¿verdad? Mira, creo que fue una tontería que sucediera, y ellos conocían las reglas y estaban coqueteando con ellas, y mi trabajo es hacer cumplir las reglas, pero, ¿sabes, en serio? ¿Esto es lo que vamos a hacer?" Posteriormente, la FCC procesó cientos de veces más quejas de las que había recibido jamás.

### Acercamiento a la indecencia
Howard Stern y otras controvertidas personalidades de la radio y televisión en vivo sintieron el aguijón de multas récord, y tanto la Cámara de Representantes como el Senado de los EE. UU. aprobaron por separado una legislación que aumentaba significativamente la cantidad de dinero con la que una estación puede ser multada por cargos de indecencia. Aunque la legislación finalmente no se promulgó, el clima en Washington se volvió tan gris que varias televisoras del país se negaron a transmitir Salvando al soldado Ryan el Día de los Veteranos por temor a las multas de la FCC. Powell estaba siendo entrevistado en la estación de radio KGO (AM) de San Francisco cuando Stern llamó para confrontar a Powell. Stern cuestionó los títulos de Powell, diciendo que obtuvo el trabajo en la FCC solo gracias a su padre y acusó a Powell de atacarlo y multarlo con grandes sumas de dinero.

## Trabajo posterior a la FCC
Powell renunció al cargo de presidente de la FCC el 21 de enero de 2005. Dijo que estaba contento de pasar más tiempo con su esposa. En marzo de 2006, Powell se convirtió en miembro del consejo de administración de RAND Corporation. Fungió dos periodos como miembro de la Junta de Visitantes en su alma mater, el College of William and Mary, de 2002 a 2009. El 21 de abril de 2006, Powell fue elegido Rector de la Junta de Visitantes, lo que lo convirtió en el primer afroamericano en ocupar ese puesto en los 313 años de historia de la universidad. Ocupó el cargo de rector durante dos mandatos y renunció el 1 de julio de 2009.

### Actividad política
Descrito como un "republicano moderado", Powell se ha involucrado en campañas políticas republicanas. En la década de 1990, Powell trató de convencer a su padre, Colin Powell, para postularse como presidente. Durante las elecciones presidenciales de 2008, Michael Powell aconsejó y apoyó al candidato republicano John McCain, mientras que su padre apoyó al candidato demócrata Barack Obama .
En 2012, el Washington Post especuló que Powell estaba considerando una candidatura a alcalde del Distrito de Columbia en las elecciones de 2014, aunque declinó participar en la contienda. En 2013, Powell firmó un amicus curiae presentado ante la Corte Suprema en apoyo del matrimonio entre personas del mismo sexo durante el caso Hollingsworth v. Caso Perry .

### Cabildeo y neutralidad de la red
El 15 de marzo de 2011, la Asociación Nacional de Cable y Telecomunicaciones (NCTA) anunció que Powell tomaría el mando de Kyle McSlarrow a partir del 25 de abril. Powell dejó su rol de asesor en Providence Equity Partners. En 2012, conversó con el presidente de la FCC, Julius Genachowski, y pronunció el discurso de apertura durante el Show de la industria del Cable. En abril de 2012, contribuyó en un artículo de opinión de Politico sobre la importancia de las amenazas ciberneticas.
Como cabildero que representa a las empresas de telecomunicaciones, Powell publicó numerosas editoriales y artículos de opinión en todo el país afirmando apoyar la neutralidad de la red y oponiéndose a la aplicación de la neutralidad de la red por parte de la FCC a través de la reclasificación de la banda ancha como un servicio del Título II.

## Vida personal
Powell se casó con Jane Knott en 1988; ellos tienen dos niños. : 385 Mientras prestaba servicio en el ejército, la mitad de la pelvis de Powell se había desprendido de su anclaje trasero en la parte inferior de la columna . En el frente, se había desgarrado del cartílago que lo conectaba con su otra mitad. Su vejiga y uretra estaban desgarradas y varias vértebras rotas.
Después de la atención inicial de los médicos alemanes de la sala de emergencias, Powell fue trasladado en avión a un hospital del Ejército de EE. UU. en Núremberg . Después de ser estabilizado, fue trasladado en avión a Washington D. C. y admitido en el Centro Médico del Ejército Walter Reed, donde pasó un año en recuperación. Hasta el día de hoy, su columna aún está fusionada en su base, lo que lo obliga a caminar con una ligera inclinación hacia adelante.